# Albicoma kaptshagaica
Albicoma kaptshagaica là một loài ruồi trong họ Asilidae. Albicoma kaptshagaica được Lehr miêu tả năm 1987. Loài này phân bố ở vùng Cổ Bắc giới.